# 淵澤由樹
淵澤 由樹（ふちざわ ゆき、1972年6月1日 - ）は、群馬県桐生市出身のフリーアナウンサー。愛称は「フッチー」。
群馬県立桐生女子高等学校、日本大学芸術学部放送学科卒業。ホリプロ所属。富山テレビ放送のアナウンサーを経て、現在はテレビ・ラジオ・CMでナレーター、ラジオパーソナリティとマルチに活動。2007年6月28日に男児、2010年4月7日に女児を出産。
2021年3月に企画・演出・脚本・ナレーションを担当したドキュメンタリー映画『さよなら桐女』を制作。2022年、クラウドファンディングを通じて、劇場公開用長編映画『月下香』を制作・公開。主演は初主演のグラビアアイドルの清瀬汐希と俳優の松井健太のＷ主演。

## 出演

### テレビ ナレーション
- ザ・ベストハウス123（フジテレビ）
- カスペ!（フジテレビ）
- 金曜プレステージ 淋しい狩人＜ドラマ内の声＞（フジテレビ）2013年9月20日
- 生きる×2（テレビ朝日）
- イチオシ!!＜シリーズ＞（TBS）
- 新発見!告白パワースポットツアー（TBS）
- がきんちょ ～リターンキッズ～番宣（TBS）
- 山口百恵ミュージカル プレイバックpart2（日本テレビ）
- NNNニュースプラス1＜ボイスオーバー＞（日本テレビ）
- 常夏楽園サイパンの旅（テレビ東京）
- AKB VS アスリート 爆走軍団グアム島の決戦!（テレビ東京）
- コードネームミラージュ＜ドラマ内の声＞（テレビ東京）
- NHKワールドTVPR＜シリーズ＞（NHK）
- アジア情報交差点（NHK BS1）
- NHK公開復興サポートPR＜シリーズ＞（NHK）
- 神様のボート＜ドラマ内の声＞（NHK BS）
- 橋本マナミのお背中流しましょうか?（MXテレビ）
- 我が心の宝塚（MXテレビ）
- イジリー・春日の美人妻いただきます（MXテレビ）
- 都バス最長区間!梅70で行く!ふれあい路線バスの旅（MXテレビ）
- よみきかせ日本昔話（キッズステーション）
- Kidsビーンズ（BS日テレ）
- きもの女子大集合 日本全国キモノ派宣言!!（BS日テレ）2017年11月26日
- 日本ほのぼの散歩（BS11）（2012年4月4日 - ）
- 自転車紀行 チャリ散歩（BS11）
- 柳家喬太郎のイレブン寄席（BS11）
- ねおちゃん、アレ買ってきて!（BS12）

### テレビ出演
- アジア情報交差点＜キャスター＞（NHK BS1）
- ABUスペシャル＜リポーター＞（NHK）
- はぴひる＜リポーター・スタジオ＞（TBS）
- ホムンクルス（TBS）
- 人のキズナ街のチカラ＜リポーター＞（TBS）
- クイズ!それマジ!?ニッポン＜リポーター＞（フジテレビ）
- さまぁ〜ずと優香の怪しいクイズ出しちゃうのかよ!!（テレビ朝日）
- Happy初春半蔵門ライブ!2014＜MC＞（MXテレビ）
- Kidsビーンズ＜朗読お姉さん＞（BS日テレ）

### ラジオ
- TOYOTA 飛び出せ街かど天気予報　晴れ晴れキャスターズ（ニッポン放送）2006年4月3日 - 9月29日
- 栗村智のおはよう散歩道＜アシスタント＞（ニッポン放送）2006年10月7日 - 2007年3月31日
- 栗村智 あなたと朝イチバン＜アシスタント＞（ニッポン放送）2007年4月7日 - 2009年3月28日（2007年6月30日 - 8月18日は産休）
- 上柳昌彦 ごごばん!＜すてきなおでかけタイム リポーター・スタジオ＞（ニッポン放送）2012年10月1日 - 2012年12月17日
- すくすく育て子どもの未来健康プロジェクト＜アシスタント＞（ニッポン放送）2018年1月7日 -
- ライフサポート快適生活（ニッポン放送）
  - 快適生活ラジオショッピングスペシャル（ニッポン放送）2020年12月28日
- どうですか歌謡曲（ニッポン放送制作NRN系列30局）
- 日本列島ほっと通信（TBSラジオ）2005年4月 - 2006年3月
- SATURDAY KICK OFF!〜歌ってお出かけベスト30〜（TOKYO FM）
- 明日に生きる（TOKYO FM）
- 上柳昌彦 あさぼらけ（ニッポン放送）2024年1月19日

### CM ナレーション
- アイフル
- 三越
- 永谷園 お茶漬け
- リズム時計
- ベルリッツ
- 京王バス
- 舞子後楽園スキー場
- 首都高工事
- ポプラポケット文庫

### CM 出演
- シオノギ製薬 セデスハイ
- ユーキャン
- 永谷園 お茶漬け
- ロート製薬 和漢箋

### キャラクター ボイス
- エスエスケイフーズ「サラダの国のサラ」（ベジマロ、たまコロン）
- カゴメ はぐはぐ君
- ポプラ社 ナナピーちゃん
- so-net さんぷんちゃん